# Jak pozbyć się żony
Jak zamordować własną żonę (tytuł oryginalny How to Murder Your Wife) – amerykańska komedia z roku 1965 w reżyserii Richarda Quine.

## Fabuła
Stanley Ford (Jack Lemmon) jest autorem popularnych komiksów o przygodach tajnego agenta Basha Brannigana. Na wieczorze kawalerskim swego przyjaciela poznaje włoską modelkę (Virna Lisi), oświadcza się jej po pijanemu, a obecny na przyjęciu, również pijany sędzia (Sidney Blackmer) udziela im ślubu.
Nazajutrz Stanley (zadeklarowany kawaler) próbuje wycofać się ze skutków pochopnej decyzji. Sytuację komplikuje fakt, iż jego małżonka nie zna angielskiego. Pomocy szuka u swojego adwokata i przyjaciela Harolda Lampsona (Eddie Mayehoff). Ten, od dawna namawiający Stanleya do ustatkowania się, nie widzi przesłanek do rozwodu. Żona Harolda Edna (Claire Trevor) nawiązuje, dzięki znajomości włoskiego, kontakt z panią Ford i zaprzyjaźnia się z nią.
Od Stanleya odchodzi jego kamerdyner Charles (Terry-Thomas), pomagający mu w tworzeniu komiksów. Komiksy żonatego Stanleya zmieniają charakter, ich bohater również się żeni i zaczyna pojawiać się w scenach odzwierciedlających sytuacje z życia małżeńskiego państwa Ford.

## Obsada
- Jack Lemmon – Stanley Ford
- Virna Lisi – pani Ford
- Eddie Mayehoff – Harold Lampson
- Claire Trevor – Edna Lampson
- Terry-Thomas – Charles
- Sidney Blackmer – sędzia Blackstone